# Дракон в очікуванні
«Дракон в очікуванні: маска історії» (англ. The Dragon Waiting: A Masque of History) — історичний фентезійний роман американського письменника Джона М. Форда 1983 року. У 1984 році він отримав Всесвітню премію фентезі за найкращий роман. Ця книга, дія якої відбувається в альтернативній реальності, містить такі елементи сюжету, як вампіризм, дім Медічі та заплутану англійську політику навколо Едуарда IV і Річарда III. У ньому також йдеться про долю принців у Тауері.

## Короткий зміст сюжету
Едуард IV перебуває на троні Англії, але в цьому світі в середньовічній Європі домінує загроза з боку Візантійської імперії. У IV столітті нашої ери Юліан Відступник правив довше, ніж у нашому світі, йому вдалося витіснити християнство та відновити релігійний плюралізм у Римській імперії, що призвело до подальшого зникнення ісламу. Без будь-якої згуртованої загрози зі сходу, Візантія змогла вижити, зміцнити свою владу та розширитися.
Сфорца, герцог вампірів, збирає війська для давно запланованого нападу на Флоренцію, і Візантія вирушає в похід. Грегорі, найманець; Дімі, вигнаний спадкоємець візантійського престолу; Синтія, молода лікарка, змушена тікати з Флоренції; і Гайвел, валлійський чарівник, племінник Овайна Гліндура, здавалося б, не мають спільних цілей, але разом вони ведуть сповнену інтриг кампанію проти могутності Візантії, прагнучи забезпечити англійський трон для Річарда, герцога Глостера, і зробити його Річардом ІІІ.
Це вдається, і Річард III продовжує перемагати в битві при Босворті в цьому альтернативному всесвіті, убивши Генріха Тюдора та переконавшись, що він ніколи не стане Генріхом VII, як це сталося в реальності. На цьому книга закінчується.

## Значення назви
Ніл Ґейман зазначив, що в книзі «немає драконів, точніше, драконом у назві є Уельс».

## Відгуки
У 1985 році Ґейман опублікував рецензію на журнал «Дракон в очікуванні уяви» і назвав його «складним і блискучим твором, серйозним, кумедним і дуже цікавим», рекомендувавши читачам купувати його, незважаючи на обкладинку.
У 1995 році Ford повідомив про свої продажі як «40 000 примірників у друкованому вигляді (шість тисяч у твердій обкладинці) англійською мовою, ще близько 10 тисяч в іноземних виданнях».
Роман отримав 1984 року Всесвітню премію фентезі як найкращий роман.
Джо Волтон похвалив книгу як «блискуче написану, захоплюючу книгу з чудовими героями», вихваляючи Форда за те, що він переконливо зобразив «феодальний світ без християнства», і наголошуючи, що це книга, «написана [американцем], а дія відбувається у Великій Британії (…) де географія працює і масштаб ландшафту здається правильним».

## Видання
- 1983, Timescape Books ,ISBN 0-671-47552-5
- 1985, Avon Books ,ISBN 0-380-69887-0 обкладинка від Sanjulián
- 2002, Голланц (№ 29 у рядку Fantasy Masterworks),ISBN 0-575-07378-0
- 2020, Tor Books ,ISBN 978-1250794802 тверда обкладинка,ISBN 978-1250269010 м'яка обкладинка, електронна книга.